# Cine de rumberas
El cine de rumberas és un gènere cinematogràfic que va florir en Mèxic, en l'anomenada Època d'Or del cinema mexicà en els anys quaranta i cinquanta. Les seves estrelles principals van ser les crides "rumberes", ballarines de ritmes musicals afroantillans. El gènere és una curiositat fílmica, un dels híbrids més fascinants de la cinematografia mundial i troba les seves arrels en diversos gèneres cinematogràfics.
Avui dia, gràcies als seus singulars característiques, és considerat dins de l'anomenat cinema de culte. El cine de rumberas, igual que el cinema de lluitadors, és una de les aportacions del cinema mexicà a la cinematografia internacional. El cine de rumberas va representar una mirada social del món de les treballadores de la nit del Mèxic dels anys 1940 a 1950 que confrontaven la moral i els convencionalismes socials del seu temps, i un acostament més realista a la societat mexicana de llavors. Es va tractar de melodrames sobre la vida d'aquestes dones, a les quals es redimia a través dels balls exòtics.

## Etimologia
Es coneix com a rumberas a les ballarines i actrius que es movien al compàs de ritmes musicals afroantillans, que van florir al cinema mexicà en la seva Època d'Or en els anys quaranta i cinquanta. El terme "rumbera", prové del ball cubà conegut com la rumba, ritme musical que es va posar de moda a Amèrica Llatina des de finals del segle xix fins als anys quaranta del segle xx. Les primeres rumberes ballaven al compàs d'aquest ritme. Eventualment, van sorgir nous ritmes musicals afroantillans, com el mambo i el cha-cha-chá, que ràpidament van desplaçar a la rumba com el ritme favorit del públic. Encara que les rumberes incursionaren eventualment en aquests nous gèneres i els van plasmar amb les seves danses al cinema, el terme "rumbera" va continuar utilitzant-se per a referir-se a elles.

## Arrels
El «cine de rumberas» troba les seves arrels en diversos gèneres cinematogràfics: el cinema negre, molt popular a Hollywood i en altres cinematografies en els anys trenta i quaranta, pot considerar-se com la seva pedra angular, donat l'ambient urbà i cabareter característic del gènere. El cinema negre es va caracteritzar per mostrar entre els seus principals protagonistes a la dona fatal, la cabaretera que despertava les passions dels homes i en moltes ocasions era el conflicte central de l'argument. L'estereotip va ser exaltat a la seva màxima expressió per figures com Gloria Grahame o Rita Hayworth, intèrprets clau del Cinema negre, dones de cabaret que interpretaven grans números musicals i després gaudien fent sofrir als homes. A aquest gènere s'annexa el cinema social o cinema urbà, però amb l'estil melodramàtic del cinema mexicà (el principal artesà del qual va ser el director Alejandro Galindo). A aquests ingredients se li sumaria el cinema musical hollywoodenc de els anys trenta, amb els seus famosos números musicals vistosos i extravagants. Encara que no d'una forma tan estilitzada (perquè operava amb pressupostos més limitats), el cine de rumberas va tractar d'imitar en els seus números musicals les pautes marcades per aquest gènere cinematogràfic.
Tota aquesta mescla d'elements i gèneres pot considerar-se la base del «cine de rumberas».
Al «cine de rumberas» les principals heroïnes són dones, generalment humils i ingènues que, a causa d'una mala jugada del destí, es veuen obligades a caure en el baix món de la prostitució i a involucrar-se amb gàngsters, mafiosos i proxenetes. Aquestes dones sofrien la major part del temps. La trama els permetia només uns moments de plaer en la pel·lícula. Invariablement, la "pecadora" havia de trobar el seu càstig. Les rumberes també van ser objecte de crítica i menyspreu de la doble moral del públic.
En general, el cinema mexicà es va caracteritzar per representar a la prostituta com la figura principal en nombroses ocasions. Des de la prostituta de bon cor representada a Santa (1932), a la prostituta tràgica de La mujer del puerto (1934). Al «cine de rumberas» aquestes heroïnes tràgiques a més també ballaven i irradiaven sensualitat.

## Inicis
Les rumberes primer van arribar a Mèxic a través del teatre, i el van fer des del segle xix, quan van arribar acompanyant a molts còmics i bufs d'origen cubano que es van establir en la Ciutat de Mèxic, en l'època de les Carpes i els Teatres de revista. En les primeres tres dècades del segle xx, en ple furor de les grans Vedettes del teatre frívol mexicà (Com María Conesa o Lupe Vélez), van començar a sorgir figures que ballaven al compàs de la Rumba. Es considera popularment a Lolita Téllez Wood com la primera ballarina a popularitzar aquest ball en els teatres. Durant el transcurs de la següent dècada, van arribar a Mèxic nombroses rumberes i vedettes provinents de Cuba.

## Al cinema
La figura de la "rumbera" es va plasmar al Cinema mexicà des dels inicis de la seva etapa sonora, a principis dels anys trenta. Maruja Griffel, va ser la primera a ballar rumba en la cinta ¡Que viva México! (Serguei Eisenstein, 1930). A ella la van seguir d'altres com Rita Montaner a La Noche del Pecado (1933), Consuelo Moreno a ¿Mujeres sin Alma: Venganza Suprema? (1934), i Margarita Mora a Águila o Sol (1937), a més de la porto-riquenya Mapy Cortés (anomenada "La Rumbera Blanca"), famosa per ballar la conga en nombrosos films. La mateixa Lolita Téllez Wood va participar en tres pel·lícules mexicanes: El rosal bendito (Juan Bustillo Oro, 1936), Mujeres de Hoy (Ramón Peón, 1936) i Honrarás a tus padres (1936), considerat el "pare espiritual" del cine de rumberas, i de la imatge de les quals probablement es va inspirar per a modelar a la seva futura musa: María Antonieta Pons.
Juan Orol va néixer a Espanya, però va passar la seva infància en Cuba, on es va criar en els anomenats "solares", com se'l coneix a Cuba als veïnatges o barris populars. Allí va tenir molt de contacte amb gent d'origen africà, que li van ensenyar totes les seves tècniques de ball, particularment la rumba. Després d'establir-se com a director de cinema a Mèxic, Orol es va tornar famós per importar nombroses figures cubanes al Cinema Mexicà. María Antonieta Pons va ser un dels seus descobriments. És comú reconèixer a María Antonieta com la primera rumbera del cinema arran del seu debut en la cinta Siboney (1938), dirigida per Orol, qui es va adonar que tenia entre les seves mans una mina d'or després de l'èxit taquiller que va resultar la cinta.
D'aquesta manera, a poc a poc el cine de rumberas es va perfilant i enriquint. Qui va inventar portar les maraques en la cintura va ser la ballarina Estela, amb l'objectiu d'així fer més cridaners els números musicals. Una altra destacada figura va ser la cubana Celina, qui va muntar les coreografies de nombroses pel·lícules.
Encara que la rumba va ser el gènere musical que inicialment es va ballar en aquestes produccions, aviat altres ritmes tropicals es van integrar al repertori, com ara el mambo, la conga, el calypso, la samba, el són cubà, el bolero o el Cha Cha Cha. Esment especial mereixen cantants com Dámaso Pérez Prado, Beny Moré, Agustín Lara, Kiko Mendive, Toña la Negra, Rita Montaner, María Luisa Landín, Olga Guillot, Pedro Vargas, Los Panchos, María Victoria i altres més, les veus dels quals van acompanyar a les rumberes en els seus números musicals i van contribuir al seu lluïment fílmic. Molts populars boleros de l'època (principalment les cançons d'Agustín Lara, dedicades a les dones en la perdició), van servir com a inspiració per als arguments o títols de les cintes de rumberes (La bien pagada, Pervertida, Aventurera, Traicionera etc.)

### Auge del gènere
Durant el sexenni del President Miguel Alemán Valdés (1946-1952), el creixement de la Ciutat de Mèxic com una gran metròpoli, es va reflectir en l'enorme auge dels cabarets i vida nocturna per tota la ciutat. El Cinema mexicà es va veure influenciat per aquest fenomen. Les trames de caràcter rural que van marcar la pauta durant la primera meitat dels anys quaranta, van començar a perdre terreny enfront dels nous melodrames de tall urbà, ravaler. La cèlebre cinta Salón México (Emilio Fernández, 1949), va marcar la transició del rol de l'heroïna del Cinema mexicà. Les joves campiranas i ingènues, van passar la batuta a les dones de classes baixes, pecadores, dones "nocturnes" arrossegades per la revolució urbana als ravals i la perdició. En aquest sentit, encara amb tota la seva fantasia i extravagàncies tropical, el cine de rumberas va ser un gènere que va mostrar d'una forma més autèntica la vida social del Mèxic de l'època, sense les falses imatges estilitzades que havia mostrat el cinema de tall mexicanista o indigenista d'Emilio Fernández i altres directors.
No obstant això, existeix també un altre tipus d'heroïna al «cine de rumberas». Elles no poden rebre l'apel·latiu de "pecadores", ja que pertanyen a un univers primitiu i amoral que desconeix el concepte de pecat. Són les "rumberes selvàtiques" (Tania, Sandra, Yambaó, Zonga, Tahími...), inspirades en personatges de novel·les il·lustrades i portades al cinema principalment per Juan Orol.
María Antonieta Pons és considerada com la primera "rumbera" cinematogràfica, en tota la seva extensió i la que va marcar les pautes i bases per a forjar el gènere, que després les altres quatre grans (Meche, Amalia, Ninón i Rosa) van enriquir amb els seus propis codis i matisos. Es considera a la cinta Humo en los ojos (1946), del cineasta Alberto Gout, i protagonitzada per Meche Barba, om la que va començar la producció massiva del cine de rumberas. Per part seva, la cinta Aventurera (1950), també dirigida per Alberto Gout i protagonitzada per Ninón Sevilla, és considerada l'obra mestra del gènere, perquè té els ingredients industrials perfectes que amarren a la cinta al gènere: cinc intermedis cantats, tres números musicals, una història emblemàtica d'innocència tacada per la perversió i un important quadre interpretatiu de suport.
Els tics genèrics més evidents del cine de rumberas són fàcilment identificables en Aventurera i no difereixen gran cosa de moltes altres pel·lícules més.
El «cine de rumberas», tan propi de Mèxic, aconseguiria en alguns anys l'atenció de moltes plomes especialitzades, i fins i tot el cèlebre director francès François Truffaut, encara crític de la revista Cahiers du Cinéma, escriuria un dossier sobre aquest subgènere exòtic exclusiu de Mèxic i tan xopat en suors com en llàgrimes. En general, el «cine de rumberas» va tornar bojos als crítics francesos de Cahiers du Cinéma, que van escriure algunes de les pàgines més ardents que hagin estat dedicades a qualsevol actriu mexicana en aquesta revista.
A més, és important destacar que algunes rumberes van aconseguir conjunyir entorn d'elles a veritables equips fílmics que les emmarcaven com a poques actrius ho van aconseguir al cinema mexicà (privilegi potser solo limitat a María Félix o Dolores del Río): exemple, les parelles Rosa Carmina-Juan Orol, María Antonieta Pons-Ramón Pereda o Ninón Sevilla-Alberto Gout.
A més, també s important destacar que gràcies a l'èxit del cinema de rumberes, es van finançar moltes altres cintes, que en el seu conjunt, van permetre consolidar la indústria fílmica mexicana, que al dia d'avui no es recupera, malgrat èxits molt puntuals.

## Les Reines del Tròpic
D'acord amb experts i crítics cinematogràfics, de totes les rumberes que van transitar pel cinema mexicà, només cinc d'elles han aconseguit passar a la història com les veritables forjadores del gènere. Algunes rumberes van tenir un pas efímer i fugaç pel gènere, però aquestes cinc grans figures van protagonitzar per separat diverses desenes de films que en conjunt van construir i van sostenir tota la producció del cinema de rumberes. En 1993, el periodista Fernando Muñoz Castillo les va batejar com les Reines del Tròpic. Elles van ser María Antonieta Pons (1922-2004), Meche Barba (1922-2000), Ninón Sevilla (1929-2015), Amalia Aguilar (1924) i Rosa Carmina (1929). Aquestes "Reines del Tròpic" ho són degut a la seva autenticitat. Cap s'assembla a l'altra. Totes van ser diferents, no sols en els seus estils de ballar, sinó també en les seves pel·lícules, que gaudien d'un estil i segell particular i inconfusible.

### María Antonieta Pons(1922-2004)
És la primera rumbera del cinema mexicà i la que marca les pautes i característiques que distingiran al gènere. Maritoña (com també se'n deia en l'època) va arribar a Mèxic en 1938 de la mà del seu llavors marit, el cineasta espanyol Juan Orol. María Antonieta Pons va transitar amb èxit variable del melodrama arrabalero fins a la comèdia infantil o familiar. Malgrat la seva voluptuositat en ballar, l'actriu sempre va estar cuidada d'una manera particular en les seves pel·lícules (sobretot aquelles que va dirigir el seu segon marit, el cineasta Ramón Pereda) De la seva extensa filmografia (la més llarga entre les Reines del Tròpic), destaquen títols com Siboney (1938), Konga Roja (1943), Embrujo antillano (1945), La reina del trópico (1945), La bien pagada (1948), La hija del penal (1949), La mujer del puerto (1949), El ciclón del Caribe (1950), La reina del mambo (1950) i María Cristina (1951), entre d'altres. Després del declivi del gènere, María Antonieta va intentar incursionar, amb escàs èxit, en gèneres com la comèdia i els drames rancheros. Després del seu últim film en 1965, l'actriu va romandre completament aïllada de la vida pública fins a la seva mort.

### Meche Barba(1922-2000)
Va ser l'única mexicana entre les cinc grans exponents del gènere, per la qual cosa també és coneguda com "La Rumbera Mexicana". Barba va iniciar la seva carrera sent una nena en les carpes o teatres populars. Debuta al cinema en 1944. La seva incursió al cinema de rumberes ocorre amb la cinta Rosalinda (La flor de la costa) (1945). Va ser la protagonista de Humo en los ojos (1946), cinta que inicia la realització massiva de pel·lícules de rumberes. Pel fet de ser mexicana, Barba mancava del sabor i la voluptuositat característics dels balls de les rumberes cubanes. Gaudia d'un estil més mesurat i fi, raó per la qual va ser anomenada la "Rita Hayworth mexicana". Entre les seves pel·lícules destaquen Cortesana (1948), Venus de fuego (1949), Lola Casanova (1949), Amor de la calle (1950), Si fuera una cualquiera (1950), Cuando los hijos pecan (1952), La mujer desnuda (1953) i Ambiciosa,entre altres. Va formar una cèlebre parella cinematogràfica amb el cantant i actor Fernando Fernández. Meche Barba es va retirar del cinema a principis dels anys cinquanta, reapareixent en la televisió tres dècades després. El seu origen mexicà li va permetre adaptar-se més fàcilment a les telenovel·les o unitaris mexicans, on va romandre vigent fins a la seva mort.

### Ninón Sevilla(1929-2015)
Posseïdora d'una exòtica bellesa felina i una harmoniosa anatomia, Ninón Sevilla va començar la seva formació en centres nocturns a Cuba i arriba a Mèxic en 1946 de la mà del cineasta i productor Fernando Cortés. Va ser estrella exclusiva de Cinematogràfica Calderón, i va aconseguir consolidar un sòlid equip fílmic al seu voltant que va contribuir al seu lluïment (Alberto Gout, Alex Phillips, Álvaro Custodio). Va ser la favorita de mercats com França i el Brasil. Va ser una vedette completa, perquè no sols ballava i actuava, sinó que també cantava i muntava els seus propis números musicals, els quals eren sempre vistosos, exòtics i extravagants. De la seva filmografia destaquen Perdida (1950), Aventurera (1950), Víctimas del pecado (1950), Sensualidad (1950), Aventura en Río (1953), Llévame en tus brazos (1954), Mulata (1954) i Yambaó, entre d'altres. De totes les rumberes, Sevilla es va caracteritzar per interpretar d'una manera més audaç i atrevida l'arquetip de la dona fatal, la pecadora i cabaretera. Després de romandre retirada del cinema durant més d'una dècada, va tornar als platons de rodatge en els anys vuitanta, i va romandre vigent a través de la televisió fins a la seva mort, en la majoria dels casos amb personatges de tall popular que la van mantenir vigent entre les noves generacions.

### Amalia Aguilar(n. 1924)
També coneguda com "La Bomba Atómica". Amalia arriba a Mèxic en 1945 de la mà del ballarí cubà Julio Richard. El seu enorme carisma i extraordinària tècnica de ball, li van obrir les portes del cinema i li van brindar l'oportunitat de incursionar en Hollywood. Amalia Aguilar va ser la rumbera que va filmar comèdia per excel·lència. La seva incursió interpretant dones dolentes, perverses i pervertides, es resumeix en cinc pel·lícules. De la resta de la seva filmografia (19 cintes), els seus personatges van ser gairebé sempre el d'una noia alegre, va preferir inclinar-se per les comèdies lleugeres. Ella serà mítica mancuerna de figures com Tin Tan o Resortes. De les seves cintes destaquen Calabacitas tiernas (1948), Conozco a los dos (1949), Ritmos del Caribe, Al son del mambo (1950), Amor perdido (1951), Las tres alegres comadres (1952), Los dineros del diablo (1953) i Mis tres viudas alegres (1953), entre d'altres.
Del grup de les rumberes cubanes, Amalia és la millor ballarina. Es nota el seu aprenentatge i disciplina davant la barra de clàssic i aquest do del Carib per a la improvisació, per a deixar-se portar pel sentiment i l'energia. Aguilar es va retirar del cinema el 1955, realitzant a partir de llavors, només aparicions esporàdiques en espectacles en viu. Malgrat el seu retir, l'actriu fa aparicions freqüents en esdeveniments públics.

### Rosa Carmina(n. 1929)
Posseïdora d'una singular alçada (poc usual entre les actrius de l'època) i una enlluernadora bellesa física, la despampanante Rosa Carmina arriba a Mèxic en 1946, després de ser descoberta per Juan Orol a Cuba. En aquest mateix any va debutar al cinema mexicà en la cinta Una dona d'Orient. A aquesta pel·lícula la seguirien unes altres sota la direcció de Orol que la donarien a conèixer àmpliament i li obririen passo a la seva entronització com una de les figures fonamentals del cinema de rumberes. Sensual, extraordinària en els balls que realitzava en les seves actuacions, de rostre molt atractiu,Rosa Carmina no sols va ser exponent del cinema de rumberes, sinó també del cinema negre mexicà, el principal protagonista del qual a Mèxic va ser Juan Orol. Per aquest motiu, va ser anomenada "La Reina dels Gàngsters". Entre les seves cintes més rellevants es troben Tania, la bella salvaje (1947), Gángsters contra charros (1947), Amor salvaje (1949), Cabaret Shangai (1950), En carne viva (1951), Viajera (1952), La diosa de Tahití (1953) i Sandra, la mujer de fuego (1954), entre d'altres. En la seva carrera cinematogràfica, Rosa Carmina va gaudir d'una versatilitat i riquesa poques vegades vista en una actriu mexicana, perquè trànsit per nombrosos gèneres fílmics que van del melodrama al terror, acció, drama, fantasia etc. Després del declivi del gènere, l'actriu es va dedicar principalment als seus espectacles personals. Després d'esporàdiques aparicions en la televisió, Rosa Carmina es va retirar de l'espectacle en 1992. Actualment viu a Suïssa.

### Altres
També hi ha altres ballarines que incursionaron en el gènere, però que, per diverses circumstàncies, no van arribar a consagrar-se i van tenir un pas fugaç en la pantalla:
- Marquita Rivera (1922-2002): Ballarina i actriu porto-riquenya. Després d'aconseguir èxit en night clubs als Estats Units, arriba a Mèxic de la mà de l'actor i director Fernando Soler, amb qui filma dues cintes. No obstant això, el seu pas pel Cinema mexicà va ser fugaç. Rivera va gaudir de major popularitat al cinema musical de Hollywood.

- Blanquita Amaro (1923-2007). Una altra popular vedette que va arribar a Mèxic a mitjan anys 1940s procedent de Cuba. Encara que va filmar algunes cintes a Mèxic, l'actriu aconseguirà la consagració d'estrella al cinema argentí en els anys 1950s.

- Olga Chaviano (1925-2003): Gran estrella cubana dels cabarets de l'època. Va ser anomenada "La Reina del mambo". Va realitzar unes quantes aparicions en pel·lícules a Mèxic. No obstant això, es va retirar de manera fugaç de l'espectacle després que la hi involucrés amb el mafiós Norman Rothman.[18]

- Yadira Jiménez (1928-¿?): Actriu i ballarina costa-riquenya. Va filmar algunes pel·lícules a Cuba abans d'arribar a Mèxic. Debuta al cinema mexicà de la mà de Juan Orol, qui la dirigeix en la cinta El amor de mi bohío (1947). A fins dels quaranta i principis dels cinquanta es va caracteritzar pels seus rols de vilana al Cinema mexicà.

- Amelia Vargas (1928): Popular rumbera i vedette cubana. Estrella del cinema argentí en els anys 1940's i 1950's.

- Lina Salomé (-?): Una altra vedette i ballarina cubana. Va treballar al cinema mexicà de manera fugaç entre 1952 i 1957.

- Les Dolly Sisters (Caridad i Mercedes Vázquez): Popular duo de germanes cubanes, el nom de les quals estava inspirat en les Dolly Sisters originals, ballarines d'origen hongarès de principis del s. XX. Les Germanes Vázquez es van destacar com a ballarines de Dámaso Pérez Prado en nombroses pel·lícules.

- María Esquivel (1934-2007): Va ser la tercera musa fílmica de Juan Orol (després de María Antonieta Pons i Rosa Carmina). Orol la descobreix a Cuba en 1956 i la llança com a actriu principal de les seves cintes a Mèxic. Va formar mancuerna fílmica amb el polèmic director entre 1956 i 1963. Va ser protagonista de Zonga, el ángel diabólico (1958), una de les pel·lícules mítiques de Orol i la seva primera filmada a colors. També va treballar en altres cintes com Los salvajes (1958) o El duende y yo (1959), a més d'un parell de telenovel·les. Després de separar-se personal i professionalment de Orol, l'actriu es va retirar de l'espectacle.[19]

- Dinorah Judith (1948-2005): Quarta i última musa cinematogràfica de Juan Orol. Va formar mancuerna amb el director en vuit cintes entre 1964 i 1970. Era ballarina clàssica, per la qual cosa li va donar un toc singular als seus números musicals en els seus films. Amb Dinorah com la seva musa, Orol incursionó en altres gèneres cinematogràfics, fins i tot en la contracultura (El fantástico mundo de los hippies, 1972)

Moltes actrius també van ballar ritmes tropicals en algunes pel·lícules, perquè el cinema de rumberes es trobava en el seu apogeu i era un èxit en les taquilles. D'elles destaquen::
- Rosita Quintana, a La última noche (1948).
- Elsa Aguirre, a Los viejos somos así (1948) i Cantando nace el amor (1953).
- Lilia Prado, a Confidencias de un ruletero (1949), El gavilán pollero (1950), Pobre corazón (1950), Las tres alegres comadres(1952), Las interesadas (1952) i Rumba caliente (1952).
- Leticia Palma, a Vagabunda (1950).
- Lilia del Valle, a La Isla de las Mujeres (1952), Las Tres Alegres comadres (1952), Las Interesadas (1952), Mis Tres Viudas Alegres (1953) i Las cariñosas (1953).
- Silvia Pinal, a Me traes de un ala (1952), El casto Susano (1952), Mis tres viudas alegres (1953), Las cariñosas (1953), Reventa de esclavas (1953), Mi desconocida esposa (1955), Teatro del crimen (1956), Viva el amor (1956) i Préstame tu cuerpo (1957).
- Ana Bertha Lepe, a Qué lindo cha-cha-chá (1954), Lo que le pasó a Sansón (1955) i Aladino y la lámpara maravillosa (1957).
- Evangelina Elizondo, a Los platillos voladores (1955) i Tropicana (1956).
- Ana Luisa Peluffo, a Nacida para amar (1958).

### LesExóticas
És un error freqüent confondre les Rumberes amb les anomenades Exòtiques, nom que se li va donar a Mèxic a una sèrie de vedettes que van florir en la vida nocturna de Mèxic en la mateixa època de l'auge del cinema de rumberes. Encara que les Exòtiques també van ballar al Cinema mexicà, es van caracteritzar per ballar ritmes diferents (polinesis, orientals, africans, tahitians, hawaians, etc.). A causa del control de la censura sobre el Cinema, les Exòtiques van viure el seu moment de glòria en els centres nocturns, i només van aparèixer de manera molt puntual al cinema. Algunes es van caracteritzar per utilitzar noms exòtics. Entre les més famoses figuren Su Muy Key, Kalantán, Trudi Bora, Bongala, Eda Lorna, Turanda, Gemma, Francia, Friné, Brenda Conde, Josefina del Mar, Tula Montenegro, Joyce Cameron, etc. La més destacada de totes va ser Tongolele, probablement l'única Exòtica que va aconseguir consolidar una carrera destacada al cinema. Dámaso Pérez Prado les va immortalitzar en un mambo anomenat Las mangoleles.

## Principals directors
Entre 1938 i 1965, es van realitzar més d'un centenar de produccions de l'anomenat cinema de rumberes. Entre els seus principals directors es troben:
- Fernando A. Rivero
- Rolando Aguilar
- Alfredo B. Crevenna
- Fernando Cortés
- Ernesto Cortázar
- José Díaz Morales
- Alberto Gout
- Gilberto Martínez Solares
- Miguel Morayta
- Juan Orol
- Ramón Pereda
- Ramón Peón
- Joselito Rodríguez
- Jaime Salvador
- Julián Soler

## Decadència del gènere
A mitjan anys cinquanta, les trames del cinema de rumberes havien perdut originalitat. Totes les estrelles van actuar en trames i papers similars. Fins i tot van arribar a ballar les mateixes peces musicals. El gènere va deixar gradualment de ser atractiu per al públic. El final del cinema de rumberes coincideix també amb el final del sexenni presidencial alemanista, perquè la nova administració va resultar molt menys tolerant per a la vida nocturna que triomfava a la Ciutat de Mèxic, que si bé no va desaparèixer, si va perdre l'esplendor del qual havia gaudit anys enrere. El Cinema mexicà en general estava a punt de començar el seu estrepitós declivi.
La forta càrrega sexual d'aquestes pel·lícules (en la seva època), també presagia l'arribo d'un nou tipus de cinema eròtic. Mentre en les pantalles del Cinema mexicà començava l'obertura, en la vida real guanyen terreny els "defensors de la moralitat".
A això es van sumar els atacs de grups radicals com l'anomenada "Liga de la Decencia", que comptava amb el suport de les autoritats (entre ells el que va ser regent de la Ciutat de Mèxic, Ernesto P. Uruchurtu), i que considerava el gènere com una falta a la moral i als bons costums. I és que la rumbera del cinema mexicà representava la imatge de la prostituta, la dona nocturna i la pecadora. Una pluja de decrets i reglaments, provoca el tancament massiu de centres nocturns, teatres de varietat i salons de ball que havien servit de trampolí i aparador a les més famoses rumberes. La doble moral imperant en la societat mexicana va començar la marginació de les rumberes al cinema. La crisi del teatre de varietat s'estén ràpidament a les pel·lícules de rumberes. Les estrelles ràpidament es van quedar sense personatges cinematogràfics a la seva disposició.
A això se suma també, que en la segona meitat de la dècada dels cinquanta, com a conseqüència també d'una sèrie de canvis en la cultura popular, el Cinema mexicà desvia definitivament la seva mirada cap a nous ritmes i problemàtiques.
El final del gènere és abrupte, sense decadència. Després de gairebé dues dècades d'èxit rotund, les rumberes opten per retirar-se de les cambres en espera d'un nou auge. Algunes van començar a transitar cap a altres gèneres cinematogràfics, o bé, es van refugiar en els seus espectacles personals en teatres i centres nocturns, mentre que unes altres van optar per un decorós retir.
La pel·lícula Canya Brava (1965), protagonitzada per María Antonieta Pons, és considerada la cinta que tanca el gènere, i fins i tot pot considerar-se una espècie de memorial d'aquest.

## Revaloració del gènere
En la dècada dels setanta, la Ciutat de Mèxic viu una nova època d'or de la vida nocturna i els cabarets. Això va ser possible en gran part a la desaparició de la Lliga de la Decència. El cinema mexicà, que havia viscut una nova esplendor amb el cinema governamental de principis de la dècada, novament va caure en el declivi amb l'auge de pel·lícules d'escassa qualitat que es van valer de la morbositat i l'explotació per a omplir les taquilles. L'exemple més clar, és l'auge de l'anomenat cine de ficheras de finals dels setanta i principis dels vuitanta. Igual que el cinema de rumberes, el cinema de ficheras basava els seus arguments en les dones de la vida nocturna, les dones del cabaret, però des d'un context molt diferent, perquè per a aquest moment, la censura cinematogràfica s'havia relaxat i el cinema internacional es trobava atrapat enmig de la revolució sexual. A diferència del cinema de rumberes, el cinema de ficheras es va valer dels nus explícits per a atreure públic a les seves taquilles, en contrast amb la labor de les rumberes, que havien demostrat ser vedettes completes, i que mai van necessitar mostrar els seus cossos de manera explícita per a aconseguir l'èxit.
De qualsevol manera, l'auge de les trames de cabaret al cinema mexicà va començar a provocar la nostàlgia dels espectadors, que a poc a poc van començar a reclamar la presència de les autèntiques "reines de la nit" a les pantalles. Algunes rumberes van començar a reaparèixer, primer al cinema, i després en la televisió.
Escriptors de telenovel·les com Ricardo Renteria, Carlos Olmos i Carlos Romero van ser altres figures que van ajudar a la revaloració del gènere en crear personatges per a les rumberes en les telenovel·las. Durant els seus inicis en els anys cinquanta i seixanta les rumberes no van aparèixer en els melodrames mexicans. No obstant això, en la dècada dels vuitanta Meche Barba, Ninón Sevilla i Rosa Carmina es van integrar als repartiments de les telenovel·les, generalment en personatges de tall popular, allunyats dels seus mites cinematogràfics i en la gran majoria dels casos, amb personatges poc concordes a les seves trajectòries. No obstant això, aquestes figures van trobar una nova manera de romandre vigents en la memòria del públic i d'acostar-se a les noves generacions convertint-se en nous mites populars. Algunes d'elles van coincidir en la pantalla noia, alguna cosa que mai va succeir al cinema.
Fins i tot, algunes telenovel·les mexicanes han basat els seus arguments en les trames característiques del cinema de rumberes, com ara La pasión de Isabela (1984) o Salomé (2001).
En 1993, el periodista i investigador cinematogràfic Fernando Muñoz Castillo va publicar el llibre Las Reinas del Trópico, on homenatja i recopila les filmografies de les cinc principals exponents del gènere. A partir d'aquest moment va començar l'aparició d'altres publicacions que van despertar l'interès en el gènere. Molts festivals i cicles de cinema al voltant del món van començar a homenatjar el cinema de rumberes. Igual que el cinema de lluitadors mexicà, el cinema de rumberes ha estat apreciat per la seva singularitat en alguns països (principalment europeus) poc familiaritzats amb el gènere. Les rumberes han estat objecte d'acalorades rebudes en festivals de cinema a França, el Brasil o Alemanya. La seva condició de curiositat fílmica exclusiva de Mèxic, sumada a les seves altres singulars característiques, li ha creat un nínxol en l'avui dia cotitzat cinema de culte.
Des de l'any 1997, el guió del film Aventurera ha estat adaptat com una obra de teatre musical (una de les més duradores de la història del teatre a Mèxic), i on fa un homenatge a la vella època del Cinema de rumberes. L'obra va aconseguir arribar a Broadway i ha estat protagonitzada per diverses actrius com Edith González, Itatí Cantoral, Niurka Marcos i Susana González, entre d'altres. Davant l'èxit de l'espectacle van començar a realitzar-se altres obres teatrals, espectacles musicals i revistes de tall cabaretil inspirades en el vell cinema de rumberes, com ara Dos gardenias (1999), Perfume de Gardenia (2011) i Qué rico mambo (2013).
El 2012 es va estrenar la cinta El fantástico mundo de Juan Orol: dirigida per Sebastián del Amo, és una novelización o versió lliure inspirada en la vida i obra del cineasta Juan Orol. La cinta mostra part dels orígens i auge del cinema de rumberes entre els anys 1940's i 1950's, a causa de la gran influència que Orol va tenir sobre el gènere.